# Rölli och alla tiders hemlighet
Rölli och alla tiders hemlighet (finska: Rölli ja kaikkien aikojen salaisuus) är en finsk familje- och äventyrsfilm med premiär den 16 september 2016. Filmen är den femte Rölli-filmen. Filmen regisserades av Taavi Vartia.
Inspelningen av filmen inleddes den 3 juni 2015 i Spanien. Stillbilder togs även i Nurmijärvi, Porkkala och PowerParks Rölliby.

## Handling
Röllis och Juurakkos nyfikenhet vaknar när de får höra av sin vän Mauno Mado att det någonstans långt borta, på andra sidan bergen, skogarna och havet, finns en plats som heter Alla tiders början. Därifrån utgår storkar för att ta sina små bebisar till deras nya hem. De förenas av sin gemensamma bakgrund: Rölli föll i en liten klimp från näbben på en gammal kråka och hamnade i Röllibyn. Juurakko å sin sida föll från en storks näbb till en helt obekant plats där han inte hörde hemma och där han inte hade några vänner. Slumpen ser till att Rölli och Juurakko träffas och tack vare deras djupa vänskap får Juurakko också ett hem i Röllibyn och blir en del av samhället. Även om Juurikko älskar Rölliyn och dess invånare, vill han fortfarande hitta sina rötter. Han tror att i Alla tiders början, där storkarna kommer ifrån, skulle svaret på livets stora frågor finnas. Vännerna bestämmer sig för att ge sig ut på ett gemensamt äventyr och resa till Alla tiders början.

## Rollista
- Allu Tuppurainen − Rölli
- Linnéa Röhr − Juurakko
- Krista Kosonen − laulunopettaja
- Iina Kuustonen − Sähinä
- Kai Lehtinen − seppä
- Turkka Mastomäki − kylänvanhin
- Alina Tomnikov − Milli Menninkäinen / Usvasaaren neito
- Jari Kotilainen − Iso-Rölli
- Amos Brotherus − Usvasaaren poika
- Nea Willström − Mikä
- Samuel Perez Nenonen − Ihme
- Lotta Kaitokari − Minä
- Elsa Vega Nehvonen − Olen
- Riku Nieminen − Mauno Mato (röst)
- Joonas Saartamo − Siili Suhonen (röst)
- Vesa Vierikko − Aavikkolaiva Ca Mél (röst)
- Timo Kahilainen − Viimeinen Dinosaurus (röst)
- Daniel Merkkanen − lelukauppias-rölli
- Jaakko Taavila − leipuri-rölli
- Jere-Samuli Perttula − vihanneskauppias-rölli